# Holopogon (Plantae)
Holopogon, nekadašnji rod biljaka iz porodice kaćunovki (orhideja) kojemu je pripadalo 7 vrsta u Istočnoj Aziji i sjevernoj Indiji.
Sada se vodi kao sinonim za Neottia.

## Vrste
1. Holopogon gaudissartii (Hand.-Mazz.) S.C.Chen
2. Holopogon japonicus (M.Furuse) S.C.Chen
3. Holopogon microglottis (Duthie) S.C.Chen
4. Holopogon pantlingii (W.W.Sm.) S.C.Chen
5. Holopogon pekinensis X.Y.Mu & Bing Liu
6. Holopogon smithianus (Schltr.) S.C.Chen
7. Holopogon ussuriensis Kom. & Nevski

## Sinonimi
- Neottia subgen.Archineottia (S.C.Chen) Szlach.
- Archineottia S.C.Chen